# Crepidium burbidgei
Crepidium burbidgei är en orkidéart som först beskrevs av Heinrich Gustav Reichenbach och Henry Nicholas Ridley, och fick sitt nu gällande namn av Dariusz Lucjan Szlachetko. Crepidium burbidgei ingår i släktet Crepidium, och familjen orkidéer. Inga underarter finns listade i Catalogue of Life.